# Aigles de libération de l'Afrique
Les Aigles de libération de l'Afrique sont un groupuscule qui s'est fait connaitre par l'enlèvement, le 4 avril 2009 à Ed el-Fursan (80 kilomètres au sud de Nyala) au Darfour, de la Française Claire Dubois et la Canadienne Stéphanie Jodoin, membres de l'ONG Aide médicale internationale (AMI). Elles sont libérées le 30 avril. La presse locale faisait état début avril d'une onéreuse demande de rançon en échange de la libération des deux humanitaires, mais les ravisseurs ont ensuite nié vouloir de l'argent et exigé la tenue d'un nouveau procès dans l'affaire de l'Arche de Zoé, expliquant « Nous demandons à la France de rouvrir le dossier des criminels de l'Arche de Zoé et de les juger devant un tribunal juste. Si le gouvernement français n’est pas sérieux dans les négociations avec nous et n’accède pas à notre requête, nous tuerons les deux travailleuses humanitaires. » 
Lors de leur libération les Aigles de libération de l'Afrique déclarent "Nous les avons libérées pour des motifs humanitaires (. . . ) et parce que nous voulions donner à la France une chance de trouver une solution au problème des enfants dans l'est du Tchad".
En novembre 2009, le groupe revendique l'enlèvement de trois autres humanitaires : Laurent Maurice agronome travaillant pour la Croix-Rouge capturé le 9 novembre à Kawa dans l'est du Tchad à une dizaine de kilomètres du Darfour, et deux humanitaires de l'ONG Triangle Génération Humanitaire, Olivier D. et Olivier F., capturés le 22 novembre à Birao en République centrafricaine. Selon le porte-parole du mouvement, « nous ne visons pas les ONG, nous ciblons la France » afin qu’elle « change de politique dans la région ». Laurent Maurice est libéré le 6 février 2010. Les deux humanitaires de l'ONG Triangle Génération Humanitaire ont quant à eux été relâchés le 14 mars 2010.
Le groupe se revendique composé d'Arabes et de non-Arabes, d'anciens rebelles et d'autres hommes n'ayant pas participé aux rébellions. Les spécialistes considèrent que ce groupe est avant tout une bande de bandits, les revendications politiques passant au second plan.